# Courtney Vandersloot
Courtney Vandersloot (ur. 8 lutego 1989 w Kent) – amerykańska koszykarka występująca na pozycji rozgrywającej, posiadająca także węgierskie obywatelstwo, od 2023 zawodniczka New York Liberty, w WNBA.
Dołączyła do Nancy Lieberman, Danielle Robinson i Dawn Staley jako jedynych zawodniczek w historii koszykówki akademickiej, które uzyskały w całej karierze co najmniej 2000 punktów, 700 asyst i 300 przechwytów.
2 lutego 2023 dołączyła do New York Liberty.

## Osiągnięcia
Stan na 17 czerwca 2022, na podstawie, o ile nie zaznaczono inaczej.

### NCAA
- Uczestniczka
  - rozgrywek Elite Eight turnieju NCAA (2010)
  - turnieju NCAA (2009, 2010, 2011)
- Mistrzyni:
  - turnieju konferencji West Coast (WCC – 2009, 2010)
  - sezonu regularnego WCC (2008–2011)
- Wicemistrzyni turnieju WCC (2008)
- Laureatka:
  - Frances Pomeroy Naismith Award (2011)
  - Nancy Lieberman Award (2011)
- 3-krotna Koszykarka Roku Konferencji WCC (2009–2011)
- 3-krotna MVP turnieju WCC (2009–2011)
- Najlepsza Nowo-przybyła Koszykarka Roku WCC (2008)
- Zaliczona do:
  - I składu:
    - najlepszych pierwszorocznych zawodniczek WCC (2008)
    - turnieju:
      - konferencji WCC (2008–2011)
      - State Farm Holiday Hoops Classic (2011)
      - NCAA Spokane Regional (2011)

    - konferencji WCC (2008–2011)
    - All-American (2011 przez WBCA, komitet John R. Woodena, USBWA)

  - II składu All-American (2011 przez AP)
  - składu Honorable Mention All-American (2009, 2010 przez AP, State Farm Coaches)
- Liderka:
  - NCAA asystach (2010, 2011)
  - strzelczyń WCC (2011)

Rekordy NCAA
- Pierwsza koszykarka w historii NCAA Division I, która uzyskała co najmniej 2000 punktów i 1000 asyst w karierze (2073 punkty, 1118 asyst)[6]
- Najwięcej asyst w trakcie pojedynczego sezonu w NCAA Division I (367 – 2011)

### WNBA
- Mistrzyni WNBA (2021)
- Wicemistrzyni WNBA (2014)
- Finalistka pucharu WNBA Commissioner's Cup (2022)[7]
- Zaliczona do:
  - I składu:
    - debiutantek WNBA (2011)[8]
    - WNBA (2019, 2020)[9][10][11]

  - II składu WNBA (2015, 2018, 2021)[11]
- Laureatka WNBA Peak Performers Award (2015, 2017, 2018 w kategorii asyst)
- Uczestniczka meczu gwiazd:
  - WNBA (2011, 2019[12], 2021)
  - kadra USA vs gwiazdy WNBA (2021)[13]
- Liderka WNBA w asystach (2014, 2017–2021)[14]
- Rekordzistka WNBA w średniej asyst (8,6 – 2018)[15]

### Drużynowe
- Mistrzyni:
  - Euroligi (2019, 2021)
  - Eurocup (2017)
  - Superpucharu Europy (2018, 2019)
  - Rosji (2019–2021)
  - Turcji (2017, 2023[16])
  - Włoch (2014)
  - Polski (2015)
- Wicemistrzyni:
  - Superpucharu Europy (2017, 2021)
  - Turcji (2018)
- Zdobywczyni:
  - pucharu:
    - Turcji (2017, 2018)
    - Rosji (2019)
    - Włoch (2014)
    - Polski (2015)

  - Superpucharu Turcji (2017)
- Finalistka:
  - Pucharu Rosji (2020)
  - Superpucharu Europy (2021)

### Indywidualne
- MVP finałów ligi tureckiej (2017)
- Zaliczona do I składu Euroligi (2021)[17]
- Uczestniczka meczu gwiazd PLKK (2015)[18]
- Liderka w asystach:
  - Euroligi (2018)
  - ligi tureckiej (2017)
  - rosyjskiej (2019)